# Podocarpus ridleyi
Podocarpus ridleyi là một loài thực vật hạt trần trong họ Thông tre. Loài này được (Wasscher) N.E.Gray miêu tả khoa học đầu tiên năm 1958.